# Royal Wellington Tennis et Hockey Club
Royal Wellington Tennis et Hockey Club is een Belgische tennis- en hockeyclub uit Ukkel. 

## Geschiedenis
Wellington werd in 1928 opgericht en is bij de KBHB aangesloten met het stamnummer 127. De clubkleuren zijn geel-grijs met blauwe sokken. 
Het damesteam werd in 2011 voor het eerst landskampioen.

## Accommodatie
De club beschikt over een kunstgrasveld met veldverlichting.

## Palmares
Dames
- 2x Landskampioen (veld): 2011 en 2014
- 1x Winnaar Beker van België (veld): 2005

## Bekende (ex-)spelers
- Berta Bonastre
- Jill Boon
- Tiphaine Duquesne
- Joy Jouret
- Nadine Khouzam
- Anouk Raes
- Abigail Raye
- Perrine Sellier
- Gaëlle Valcke
- Jean Van Leer
- Jacques Vanderstappen